# Amberley (Nieuw-Zeeland)
Amberley is een kleine plaats in Canterbury in Nieuw-Zeeland ongeveer 50 km ten noorden van Christchurch.
Amberley ligt in het district Hurunui. In dit district wonen 2.300 mensen, waarvan bijna 30% ouder is dan 65 jaar. Ook kent dit district een van de laagste percentages niet-Europese bevolking van het land.
Belangrijkste inkomstenbron in de regio is het houden van schapen.